# Szurdokerdő

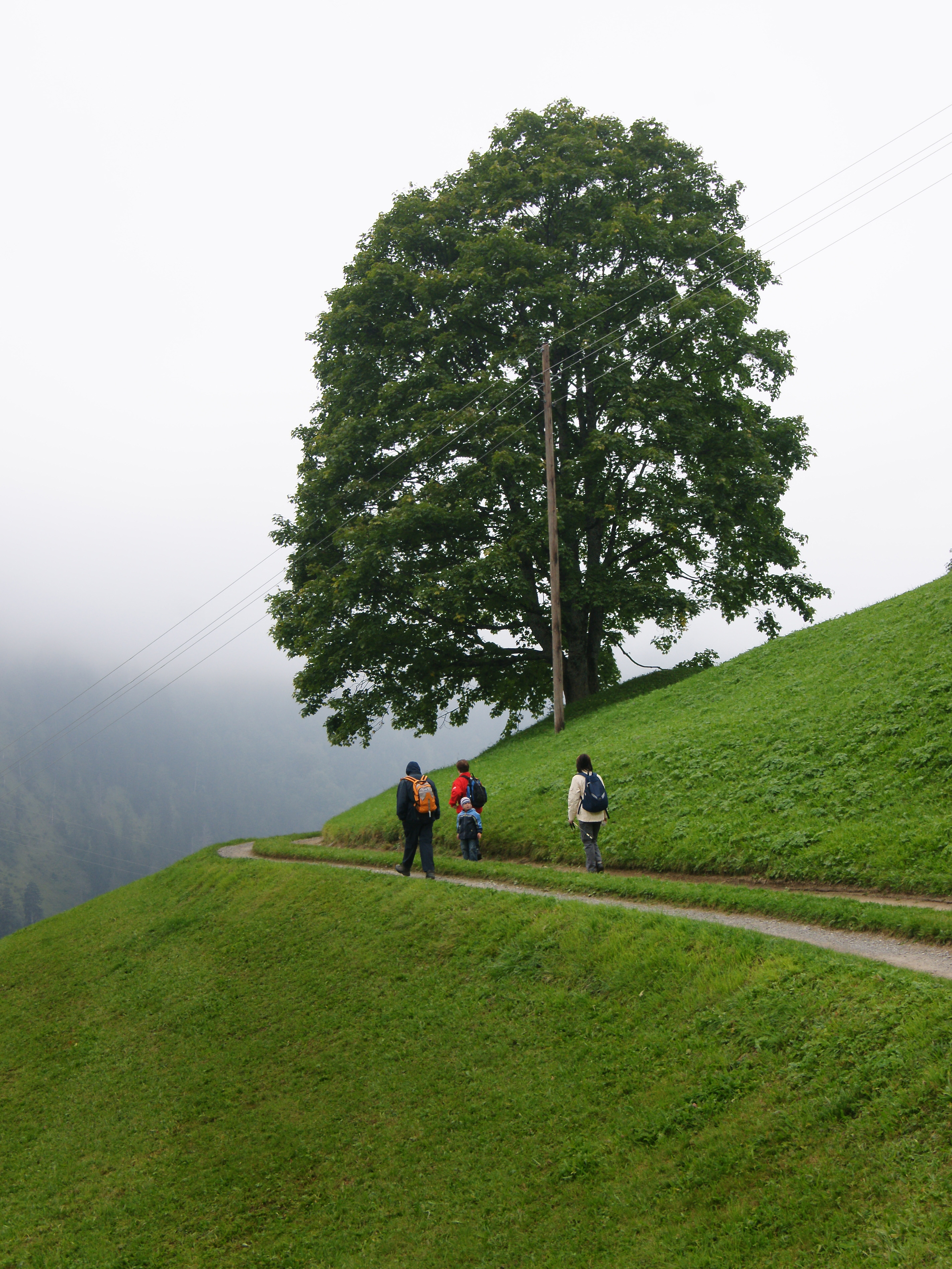
Hegyi juhar (Acer pseudoplatanus)

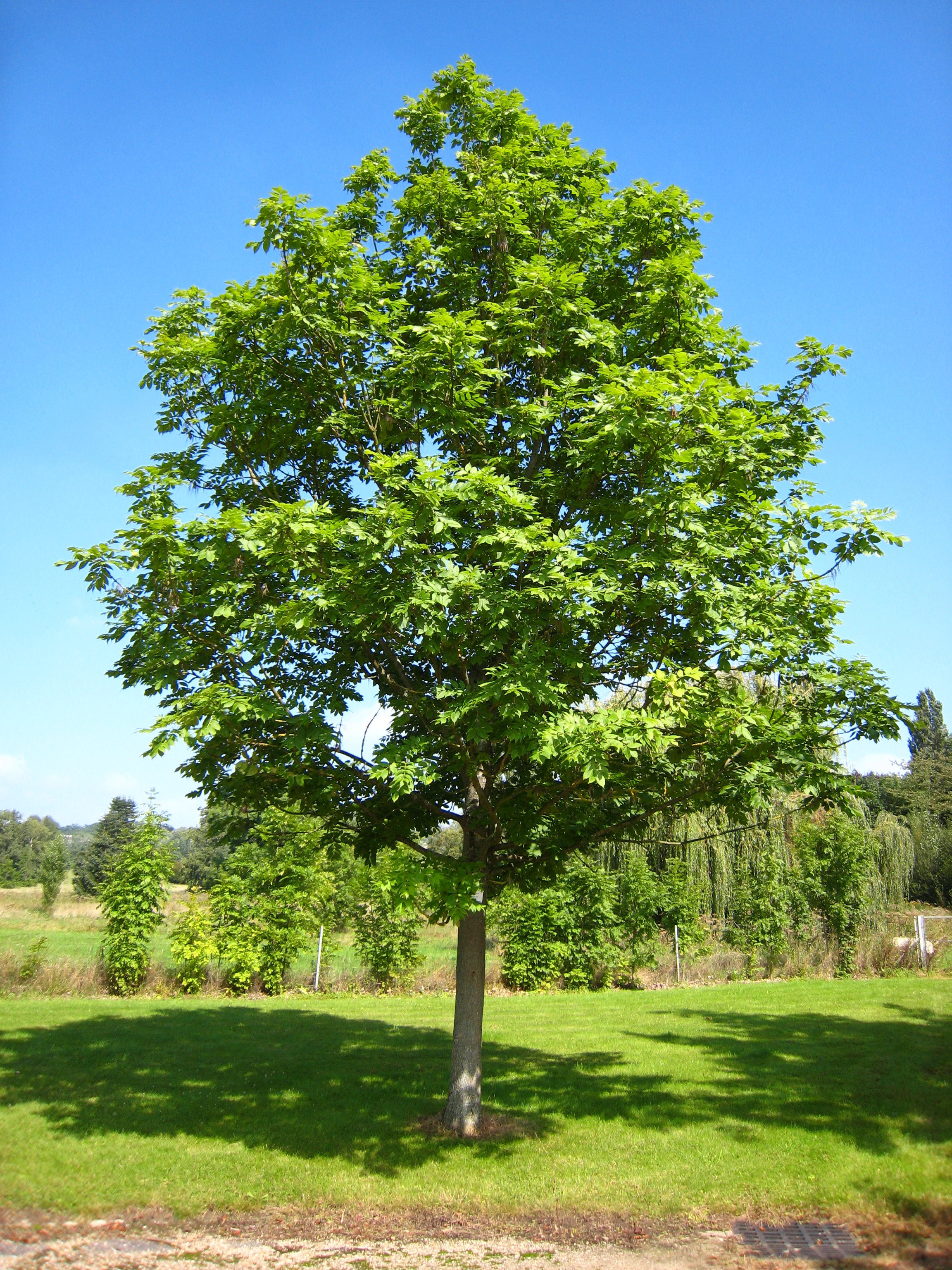
Magas kőris (Fraxinus excelsior)

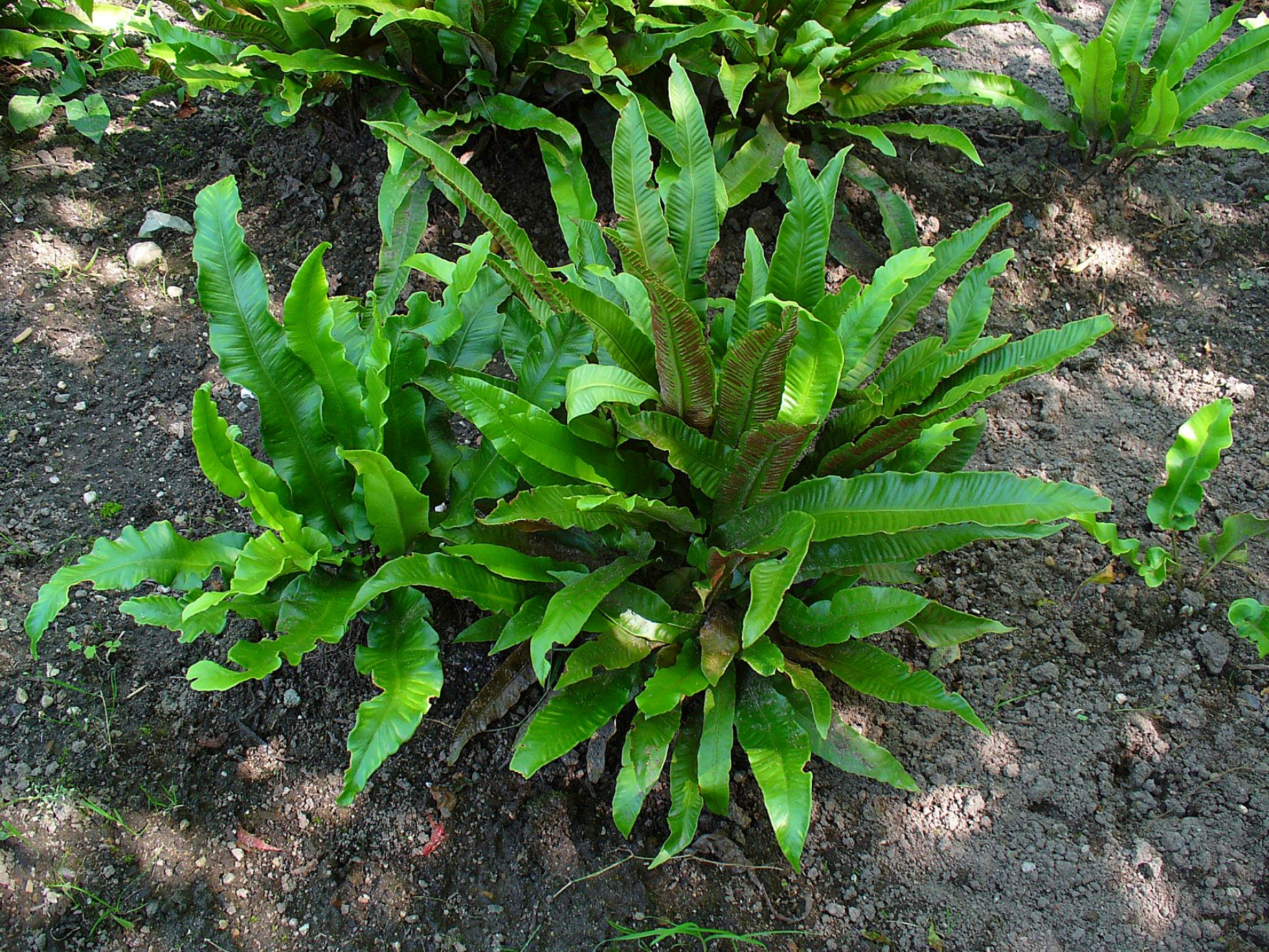
Gímpáfrány (Asplenium scolopendrium)

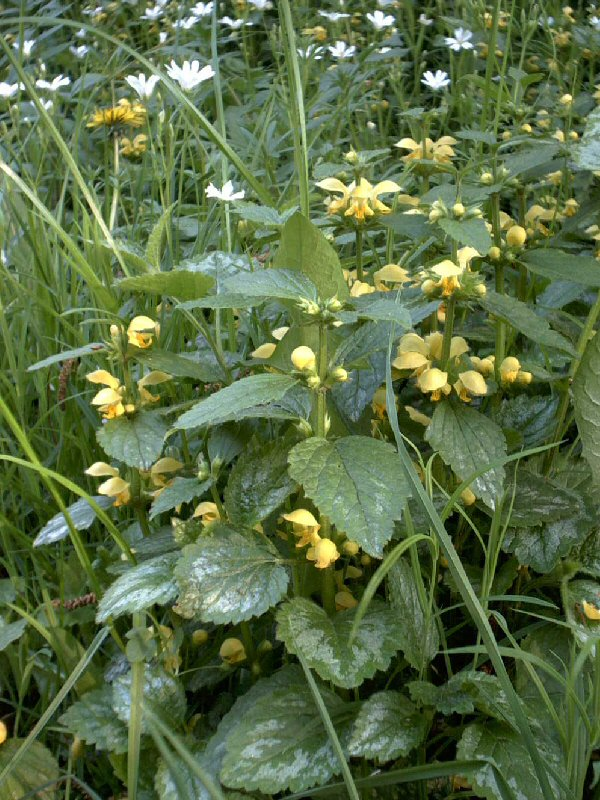
Sárgaárvacsalán (Galeobdolon luteum)

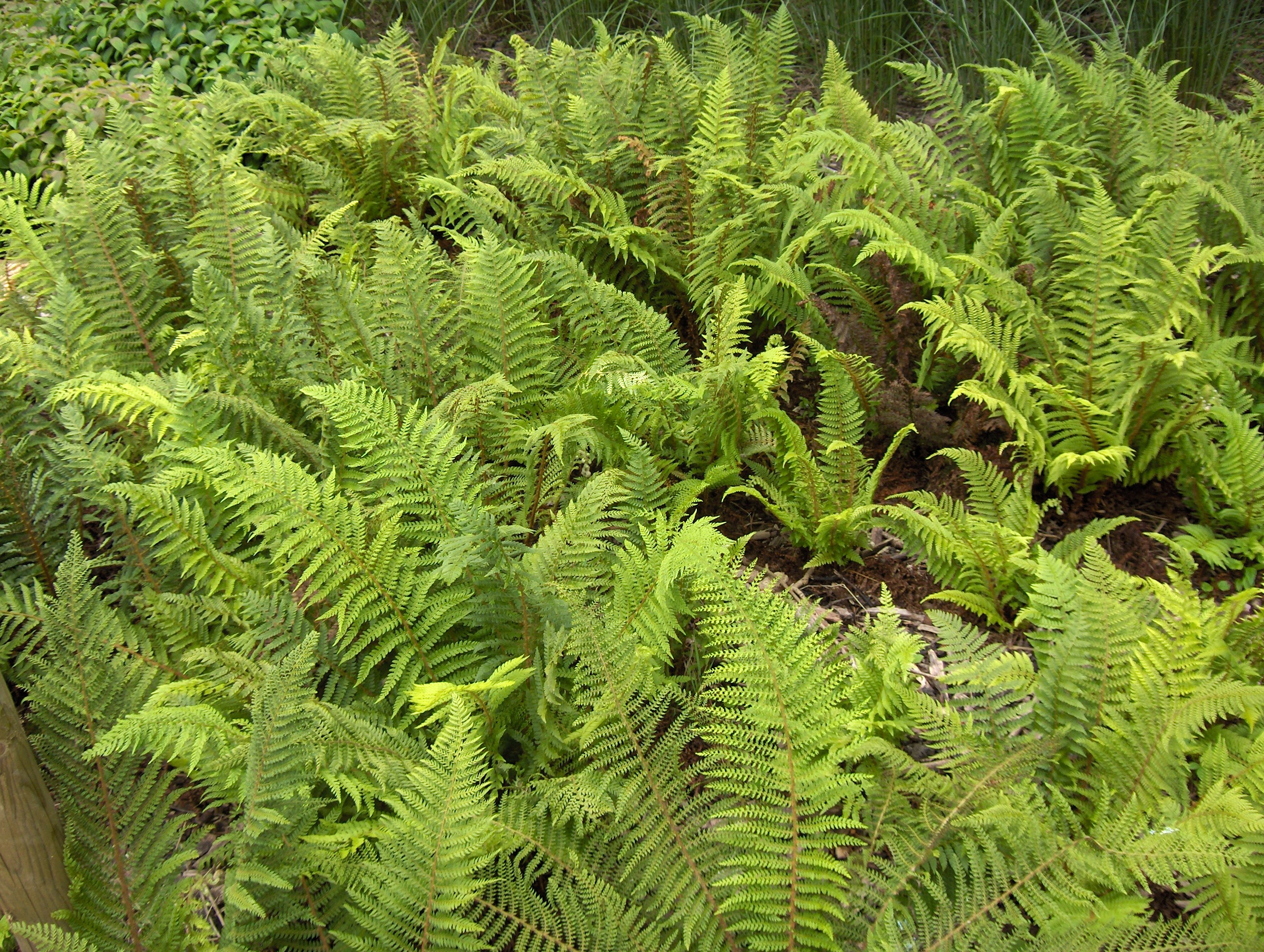
Díszes vesepáfrány (Polystichum setiferum)

A szurdokerdők a párás, nedves, hűvös völgyek mélyén, erősen kőzettörmelékes felszíneken alakultak ki. A meredek völgyoldalakat általában a törmeléklejtő-erdőkhöz hasonló fajok borítják, a völgyaljakban felhalmozódó avaron és szerves törmeléken nitrogénkedvelő növények telepednek meg. A hűvös mikroklíma miatt e társulások jó néhány havasi növényritkaságot és jégkorszaki maradványfajt őriznek.

## Jellegzetes fajkészletük
Lombkoronaszintjük domináns fajai:
- hegyi juhar (Acer pseudoplatanus),
- magas kőris (Fraxinus excelsior);
- közönséges bükk (Fagus sylvatica),
- korai juhar (Acer platanoides),
- hegyi szil (Ulmus glabra).

Cserjeszintjük fejletlen.
A vastag avarborításon megtelepülő gyepszintjükben főleg a bükkösökre jellemző, illetve nagy termetű, dudvás fajok jelennek meg. Jellemző fajok:
- gímpáfrány (Phyllitis scolopendrium),
- sárgaárvacsalán (Galeobdolon luteum),
- kapotnyak (Asarum europaeum),
- szagos müge (Galium odoratum),
- erdei holdviola (Lunaria rediviva),
- borzamag (Pleurospermum austriacum),
- podagrafű (Aegopodium podagraria),
- farkasbogyó (Scopolia carniolica).

Az árnyas, sziklai páfrányok közül gyakori:
- karéjos vesepáfrány (Polystichum aculeatum),
- díszes vesepáfrány (Polystichum setiferum),
- gímpáfrány (Asplenium scolopendrium),
- karéjos vesepáfrány (Polystichum aculeatum).

Jégkorszaki maradványfajok:
- hármaslevelű macskagyökér (Valeriana tripteris),
- havasi iszalag (Clematis alpina),
- győzedelmes hagyma (Allium victorialis),
- sárga ibolya (Viola biflora).

## A Kárpát-medencében ismert típusai
Magyarországon gyakori hegyvidéki kőzeteinknek megfelelően három fő típusukat különböztetjük meg: a mészkövön, illetve az andeziten növő és az illír szurdokerdőket.

### Mészkövön növő szurdokerdő(Phyllitidi-Aceretum)
Ez a változatos, gazdag fajösszetételű növénytársulás mindig mészkövön, sok bázist tartalmazó talajon nő – a Bükk-vidék, az Aggteleki-karszt, a Naszály, a Vértes és a Bakony szurdokainak jellemző erdőtársulása. Cserjeszintje sokszor teljesen hiányzik.
Gyepszintjében sok az északi maradványfaj, mint például:
- havasi ikravirág (Arabis alpina),
- krajnai farkasbogyó (Scopoli-fű, Scopolia carniolica),
- sárga ibolya (Viola biflora),
- havasi iszalag (Clematis alpina),
- havasi ribiszke (Ribes alpinum).

A völgytalpak tömegesen megjelenő, nitrogénkedvelő növényei:
- nagy csalán (Urtica dioica),
- vérehulló fecskefű (Chelidonium majus),
- közönséges falgyom (Parietaria officinalis).

A kidőlt fákat vastag mohaszőnyeg takarja.

### Andeziten növő szurdokerdő(Parietario-Aceretum)
A szilikátos kőzeteken kialakuló szurdokerdő a Zempléni-hegység, a Mátra, a Börzsöny és a Visegrádi-hegység mély völgyeinek jellemző erdőtársulása. A mészkövön növő szurdokerdőktől elsősorban mohaszintje különbözik.

### Illír szurdokerdő
Az illír szurdokerdők a Dél-Dunántúl szurdokvölgyiben nőnek (a Zalai-dombságtól a Mecsekig, alapkőzettől függetlenül).
Jellemző fajai:
- díszes vesepáfrány (Polystichum setiferum),
- olasz müge (Asperula taurina),
- magas csukóka (Scutellaria altissima),
- lónyelvű csodabogyó (Ruscus hypoglossum).